# Macrobiotus peteri
Macrobiotus peteri är en djurart som tillhör fylumet trögkrypare, och som beskrevs av Pilato, Claxton och Maria Grazia Binda 1990. Macrobiotus peteri ingår i släktet Macrobiotus och familjen Macrobiotidae. Inga underarter finns listade i Catalogue of Life.